# Керівний бургомістр Берліну

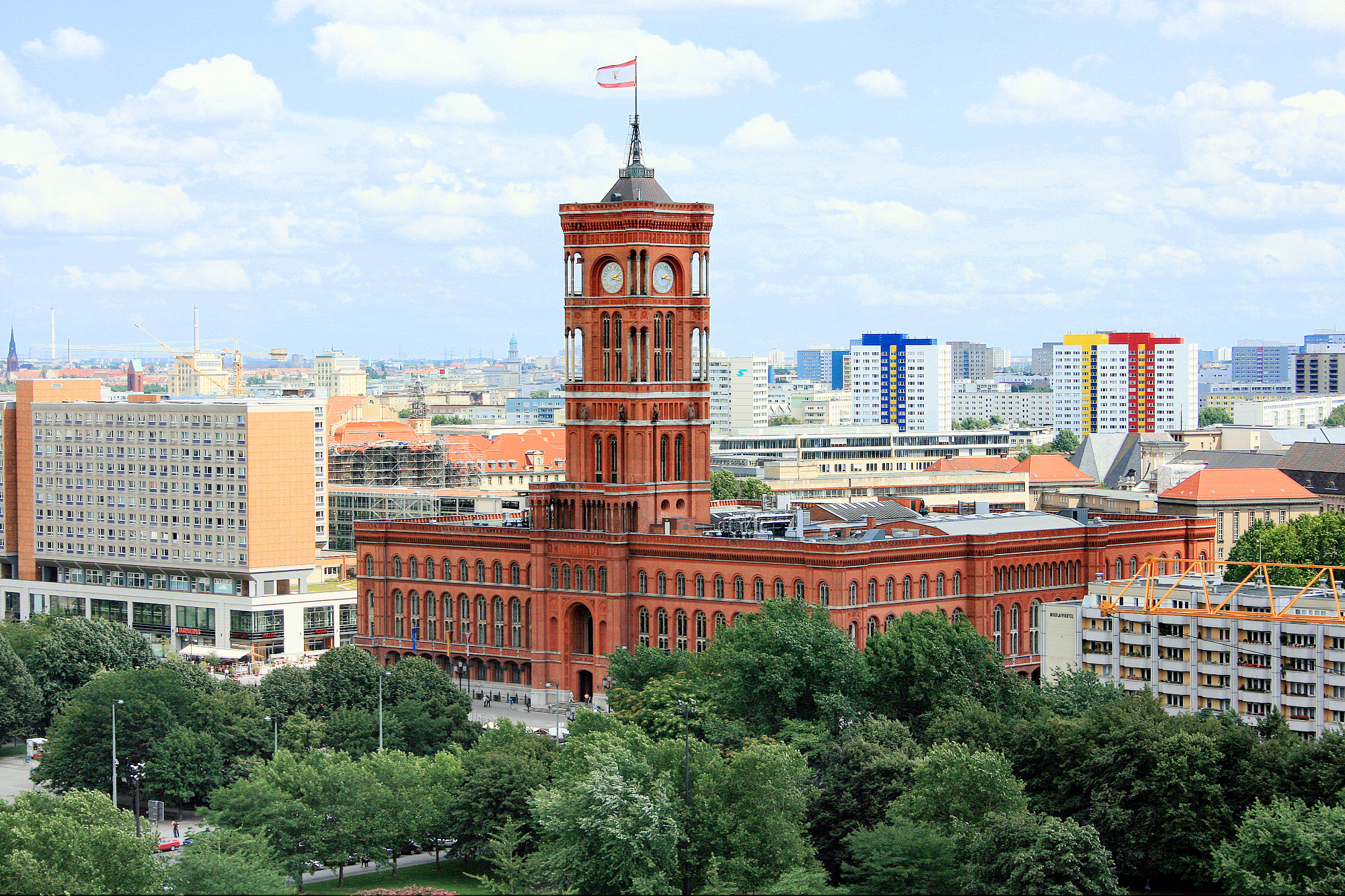
Червона ратуша — місце роботи керівного бургомістра

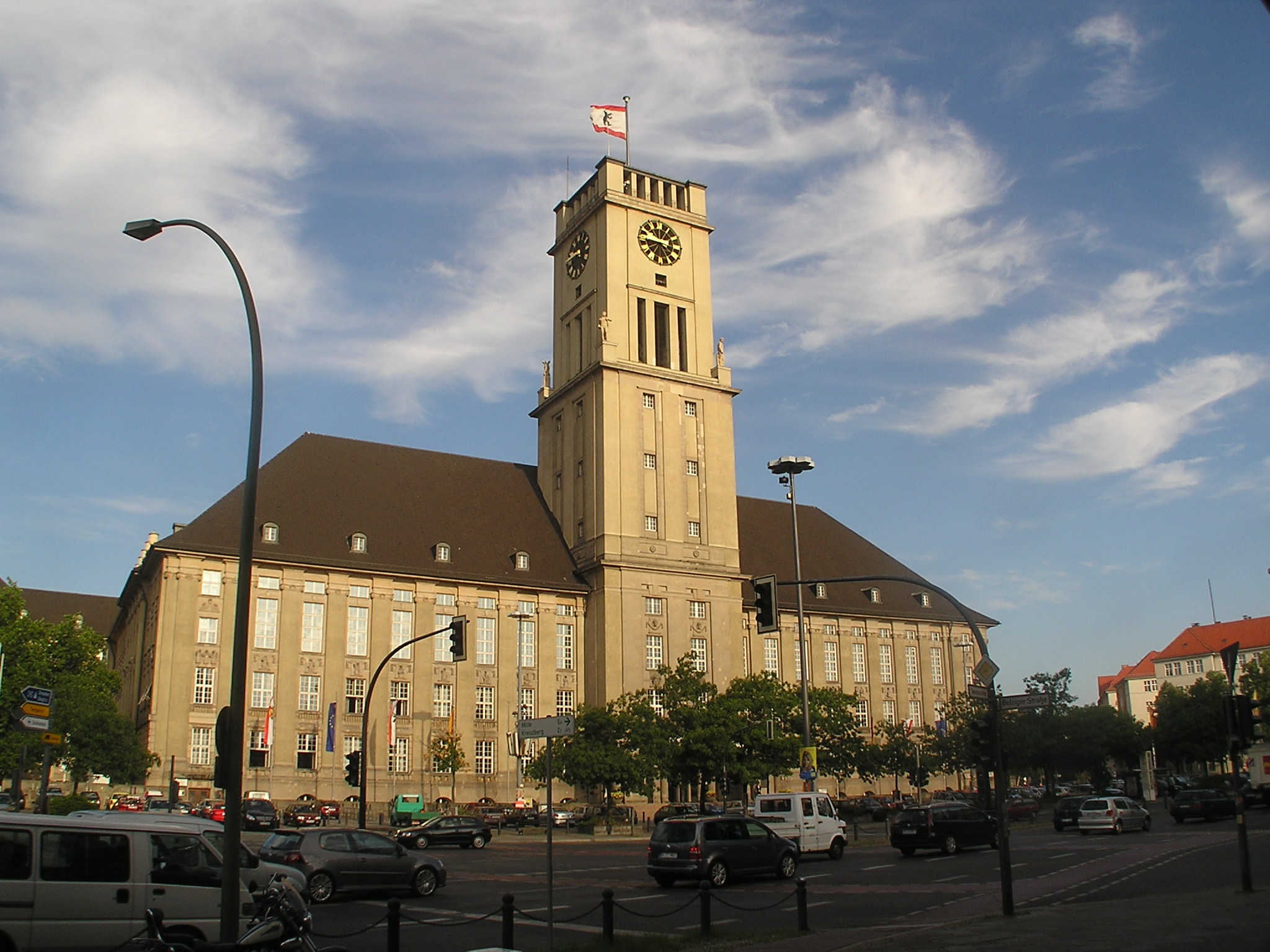
Ратуша в Шенеберзі служила керівному бургомістру Західного Берліну під час поділу Німеччини

Керівний бургомістр Берліну (нім. Regierender Bürgermeister von Berlin) — глава виконавчої влади у Берліні, який поєднує дві функції: бургомістра міста Берліна і прем'єр-міністра землі Берлін. Керівний бургомістр очолює уряд — Сенат Берліну. Глава виконавчої влади Берліна до Другої світової війни називався обер-бургомістром.
Назва «керівний бургомістр» з'явилась 1948 року, після того як радянська окупаційна влада відмовилися визнати обер-бургомістром Берліна Ернста Рейтера. Рейтер на посаді керівного бургомістра очолив уряд трьох західних окупаційних секторів, що об'єдналися в Західний Берлін.

## Список керівних бургомістрів

### Керівні бургомістри Західного Берліну (1948—1991)
- Ернст Рейтер (СДПН) (7 грудня 1948 року — 29 вересня 1953 року)
- Вальтер Шрайбер (ХДС) (22 жовтня 1953 року — 11 січня 1955 року)
- Отто Зур (СДПН) (11 січня 1955 року — 30 серпня 1957 року)
- Франц Амрен (в. о.) (ХДС) (30 серпня 1957 року — 3 жовтня 1957 року)
- Віллі Брандт (СДПН) (3 жовтня 1957 року — 1 грудня 1966 року)
- Генріх Альберц (СДПН) (1 грудня 1966 року — 19 жовтня 1967 року)
- Клаус Шюц (СДПН) (19 жовтня 1967 року — 2 травня 1977 року)
- Дітріх Штоббе (СДПН) (2 травня 1977 року — 23 січня 1981 року)
- Ганс-Йохен Фогель (СДПН) (23 січня 1981 року — 11 червня 1981 року)
- Ріхард фон Вайцзеккер (ХДС) (11 червня 1981 року — 9 лютого 1984 року)
- Еберхард Діпген (ХДС) (9 лютого 1984 року — 16 березня 1989 року)
- Вальтер Момпер (СДПН) (16 березня 1989 року — 24 січня 1991 року)

### Керівні бургомістри Берліну з 1991 року
- Еберхард Діпген (ХДС) (24 січня 1991 року — 16 червня 2001 року)
- Клаус Воверайт — (СДПН) (16 червня 2001 року — 11 грудня 2014 року)
- Міхаель Мюллер (СДПН) (11 грудня 2014 року — 21 грудня 2021 року)
- Франциска Ґіффай (СДПН) (21 грудня 2021 року — 26 квітня 2023 року)
- Кай Веґнер (ХДС) (27 квітня 2023 року — нині)